# Hermann Hummel (Politiker)

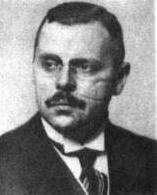
Hermann Hummel

Hermann Hummel (* 22. Juni 1876 in Lahr/Schwarzwald; † 13. September 1952 in Krefeld) war ein deutscher Chemiker, Pädagoge, Manager und Politiker (DDP).

## Leben und Beruf
Hermann Hummel wurde am 22. Juni 1876 in Lahr als Sohn eines Oberrealschullehrers geboren. Nach dem Besuch der Volksschule in Lahr, der Höheren Bürgerschule in Ettlingen und dem Abitur 1894 am Realgymnasium studierte er Astronomie, Chemie, Mathematik und Philosophie an den Universitäten in Heidelberg, Freiburg im Breisgau und Straßburg. Parallel dazu absolvierte er ein Studium der Ingenieurwissenschaften an der Technischen Hochschule Karlsruhe und der TH Stuttgart. Nach dem Staatsexamen für Naturwissenschaften 1902 war er als Chemielehrer an einer Oberschule in Karlsruhe tätig und leitete daneben das dortige Chemielaboratorium. 1906 wechselte Hummel in gleicher Beschäftigung an eine Karlsruher Realschule. Von 1912 bis 1914 arbeitete er bei der Electra Lackwerke GmbH. Bei Ausbruch des Ersten Weltkrieges trat er als Kriegsfreiwilliger in das Feldartillerie-Regiment Nr. 27 ein, mit dem er seit 1915 als Leutnant der Reserve bis 1917 an den Kämpfen in Frankreich und Russland teilnahm. 1918 wurde er in die Gasabteilung des Kriegsministeriums abkommandiert. Bis Kriegsende war er in der Inspektion der Fliegertruppen tätig.
Hummel trat im Herbst 1922 in die Verwaltung der Badischen Anilin- und Sodafabrik ein, wurde zu einem der Direktoren bestimmt und war Aufsichtsratsmitglied des Unternehmens. Im Anschluss beteiligte er sich am Aufbau der I.G. Farbenindustrie AG in Frankfurt am Main, deren Aufsichtsrat er seit Gründung des Unternehmens 1926 ebenfalls angehörte. Darüber hinaus war er Aufsichtsratsmitglied der August Horch Automobilwerke GmbH in Zwickau und Mitglied des wirtschaftspolitischen Ausschusses des Reichsverbandes der Deutschen Industrie.
Hummel wurde 1930 alleiniger Gesellschafter der Imprimatur GmbH und versuchte durch finanzielle Unterstützung der Frankfurter Zeitung die Opposition gegen die NSDAP zu stärken. Neben seinen Tätigkeiten in der Wirtschaft war er Mitglied der Kaiser-Wilhelm-Gesellschaft zur Förderung der Wissenschaften (seit 1937 als Assistent Carl Boschs), der Gesellschaft der Freunde der Technischen Hochschule Karlsruhe und des Institutes für Sozialwissenschaft an der Ruprecht-Karls-Universität Heidelberg. 1939 emigrierte er wegen seiner jüdischen Abstammung in die Vereinigten Staaten. 1951 kehrte er nach Deutschland zurück und ließ sich im Rheinland nieder. Hermann Hummel starb am 13. September 1952 in Krefeld.
Hermann Hummel war mit Emma Reis verheiratet, mit der er einen Sohn und eine Tochter hatte.

## Partei
Hummel trat in den badischen Landesverband der Deutschen Volkspartei, die Süddeutsche Demokratische Partei, ein und war seit 1903 deren stellvertretender Vorsitzender. 1910 wurde er durch den Zusammenschluss von Deutscher Volkspartei, Freisinniger Volkspartei und Freisinniger Vereinigung Mitglied der Fortschrittlichen Volkspartei. Bei der Reichstagswahl 1912 war er Kandidat der Fortschrittlichen Volkspartei im Wahlkreis Kaiserslautern-Kirchheimbolanden. Nach der Novemberrevolution schloss er sich der DDP an.
Im Kalle-Kreis betrieb er politische Lobbyarbeit und Parteienfinanzierung für die IG Farben.

## Abgeordneter
Hummel war von 1909 bis 1918 Mitglied der Badischen Landtages. 1919 wurde er erneut in den Badischen Landtag gewählt, dem er bis 1924 angehörte. Im Landesparlament beschäftigte er sich als Referent für Eisenbahnwesen sowie als Mitglied des Eisenbahnrates vor allem mit Verkehrsfragen. Bei der Reichstagswahl im Dezember 1924 wurde er in den Deutschen Reichstag gewählt, dem er bis September 1930 angehörte. Im Parlament vertrat er den Wahlkreis Magdeburg.

## Öffentliche Ämter
Hummel amtierte 1918/19 als Stellvertreter von Johannes Brümmer, dem badischen Minister für militärische Angelegenheiten. In dieser Funktion war er mit der Demobilisierung und mit der Aufstellung der Freiwilligen-Truppen betraut. Am 1. April 1919 wurde er zum Minister für Kultus und Unterricht gewählt. Vom 23. November 1921 bis zum 23. November 1922 war er Staatspräsident der Republik Baden. Während seiner Amtszeit leitete er eine Weimarer Koalition, bestehend aus SPD, Zentrum und DDP. Am 25. Juli 1922 wurde die neue medizinische Klinik in Heidelberg in seiner Anwesenheit eingeweiht.

## Ehrungen
- Ehrendoktorwürde (Dr.-Ing. e. h.) der Technischen Hochschule Karlsruhe, 1921